# Best Buy
Best Buy Co., Inc. è il più grande rivenditore al dettaglio di elettronica di consumo negli Stati Uniti (21% del mercato) e tra le 500 compagnie di Fortune.
Opera anche in Canada, Messico e Cina.

## Aziende sussidiarie
Le sue aziende sussidiarie sono: Geek Squad, Magnolia Audio Video, Pacific Sales e in Canada Future Shop label. Tutte insieme sono 1150 negozi negli Stati Uniti, Porto Rico, Canada, Cina, Messico e Turchia. La sede centrale è a Richfield, Minnesota.

### Geek Squad
Geek Squad è un'impresa sussidiaria di Best Buy con sede a Richfield in Minnesota.
Fu fondata il 16 giugno 1994 da Robert Stephens in Nelson, la società offre vari servizi correlati ai computer e accessori per clienti commerciali e residenziali.
La Geek Squad fornisce servizi sia con il negozio tradizionale che sul posto che con il sito internet con accesso remoto, e fornisce anche un servizio telefonico 24 su 24 come supporto d'emergenza.
Ne è stata creata una parodia nella serie televisiva Chuck ("Nerd Herd").

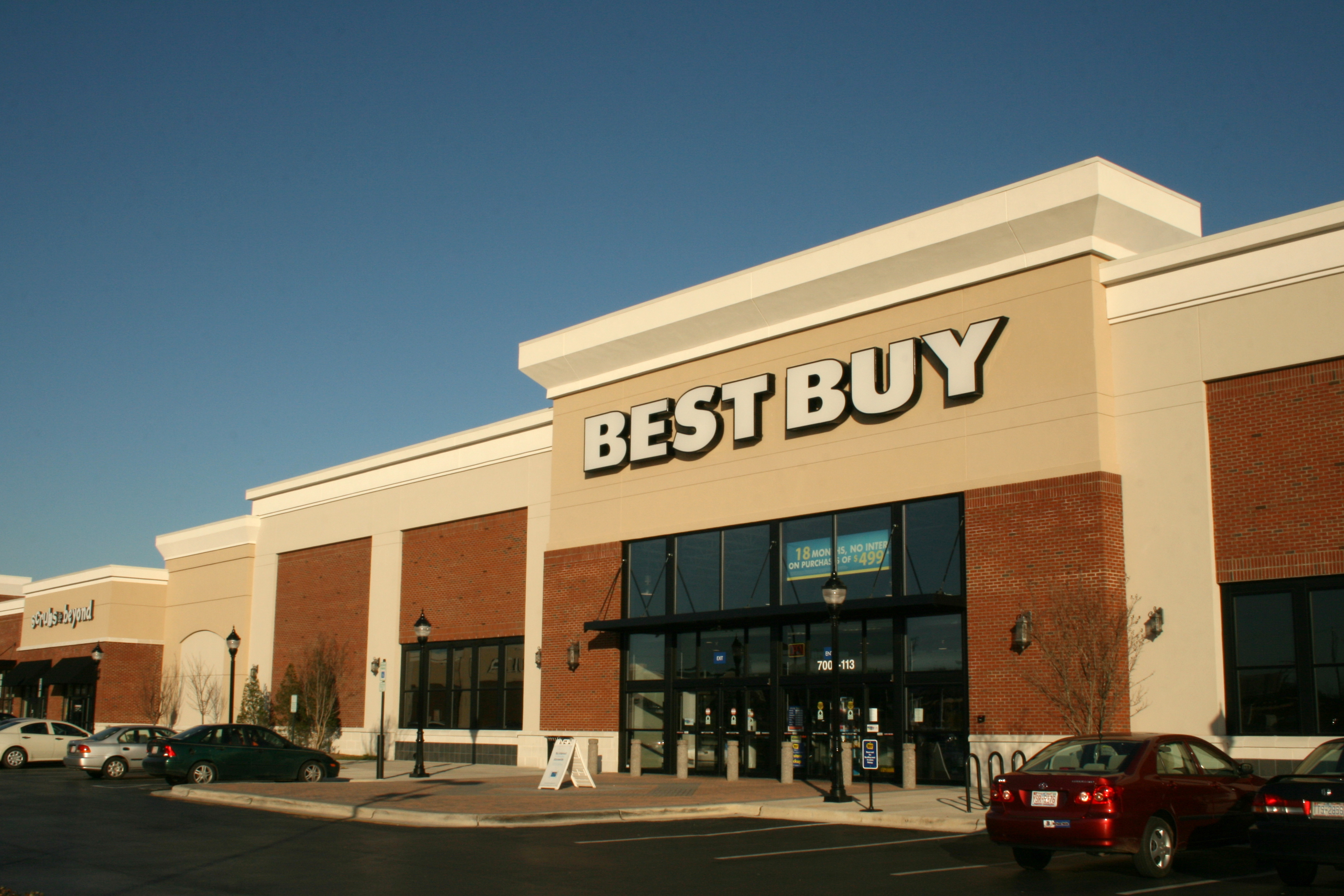
Negozio Best Buy

## Parodie
Nel telefilm Chuck è stata ricreata una parodia del Best Buy, il Buy More.